# Łączki (Mychów)
Łączki – osada wsi Mychów w Polsce, położona w województwie świętokrzyskim, w powiecie ostrowieckim, w gminie Bodzechów.
W latach 1975–1998 osada administracyjnie należała do województwa kieleckiego.